# Dia Internacional de les Dones

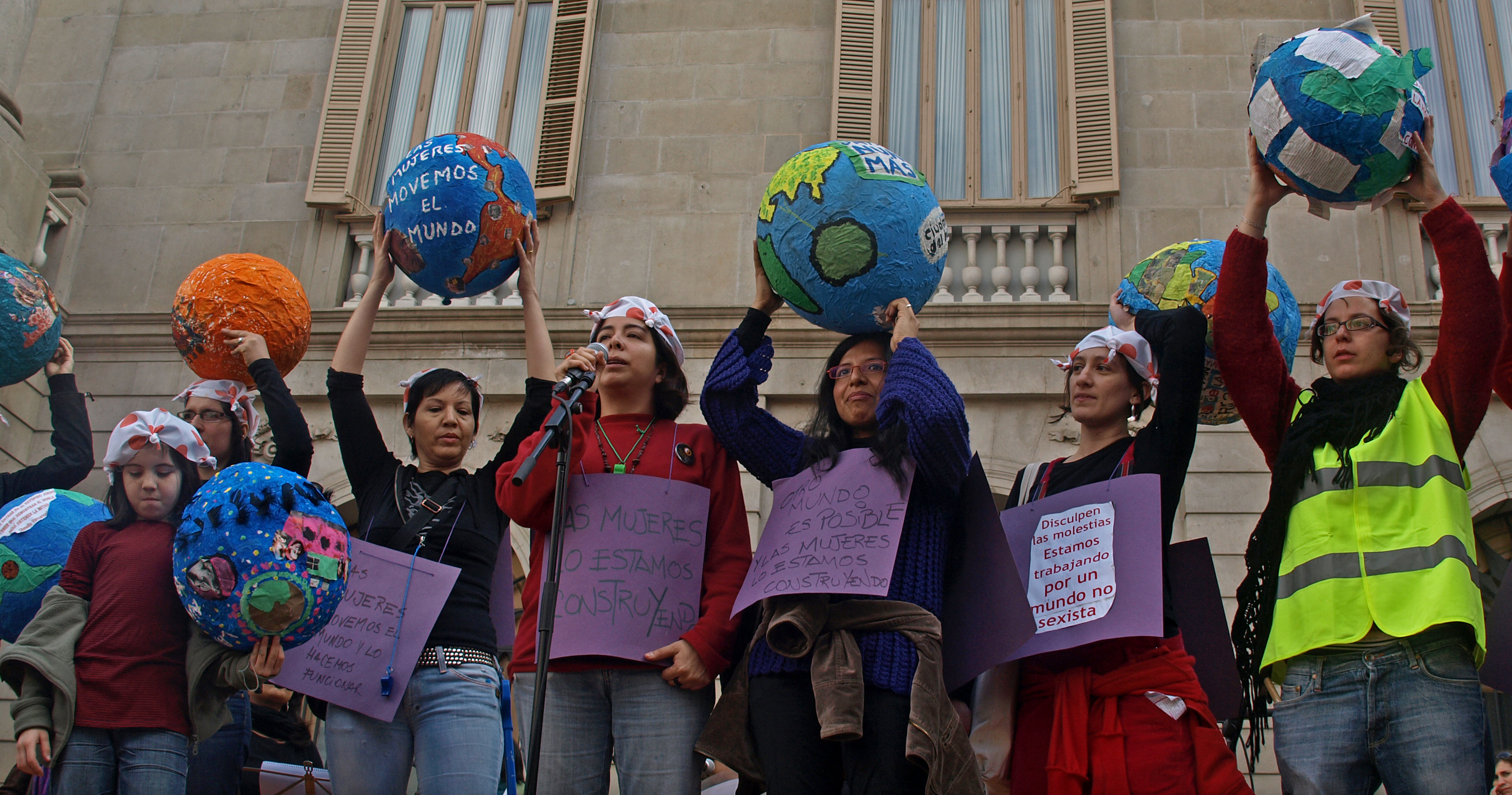
Manifestació del Dia Internacional de la Dona Treballadora a Barcelona l'any 2009

El Dia Internacional de les Dones, conegut anteriorment com Dia de la Dona Treballadora i Dia Internacional de la Dona, que es commemora el 8 de març, és una celebració mundial que té com a objectiu reconèixer els èxits socials, econòmics, culturals i polítics de les dones, així com abordar les desigualtats de gènere que encara persisteixen a tot el món. Aquesta data va ser establerta per les Nacions Unides el 1975, tot i que les seves arrels es remunten a principis del segle xx amb les lluites de les dones per millors condicions laborals i el dret a vot.
Aquesta commemoració serveix com a plataforma per promoure la igualtat de gènere i els drets de les dones, i per sensibilitzar sobre temes com la violència de gènere, la bretxa salarial i la infrarepresentació de les dones en llocs de presa de decisions i la invisibilització sostinguda. Cada any, es duen a terme actes, manifestacions i campanyes arreu del món per commemorar aquesta data i continuar avançant cap a una societat més igualitària.
Si bé els actes reivindicatius per part de les dones es remunten a l'antiguitat, els orígens del que avui és el Dia Internacional de les Dones apareixen concentrats a començaments del segle xx, un període de canvis socials profunds. Algunes dates clau en l'evolució d'aquesta diada i la determinació que sigui el 8 de març són:
- 1909. De la mà de la sindicalista Theresa Malkiel i amb el suport del Partit Socialista d’Amèrica es crea el National Woman's Day el darrer diumenge de febrer.
- 1910. A la II Conferència Internacional de Dones Socialistes realitzada a Copenhaguen el 1910, es va aprovar la proposta de Clara Zetkin per la celebració del «Dia de la Dona Treballadora». Un any després, seguint l’acord de Copenhaguen, es començà a commemorar el Dia Internacional de la Dona a Alemanya, Àustria, Dinamarca i Suïssa el 19 de març.[3]
- 1913. El Dia Internacional de la Dona es va fer servir com a mecanisme per a protestar per la Primera Guerra Mundial. A tot Europa es va commemorar el 8 de març. Al final de la guerra el 1917, les dones russes van declarar una vaga en demanda de “Pa i pau”. El govern provisional nascut de la Revolució Russa va concedir a les dones el dret de vot. Va ser el diumenge 23 de febrer, segons el calendari julià utilitzat llavors a Rússia, i el 8 de març, segons el calendari gregorià utilitzat en altres països.
- 1975. L'ONU declara el 8 de març com el Dia Internacional de la Dona i dos anys més tard va ser proclamat per l'Assemblea General de les Nacions Unides, que va convidar tots els estats a declarar, conforme a les seves tradicions històriques i costums nacionals, un dia com a Dia Internacional pels Drets de la Dona i la Pau internacional.[4]

## Context
Des de l'inici de la revolució industrial, àmplies capes de la població femenina dels sectors populars es van incorporar al treball assalariat. Aquesta incorporació no les eximí, però, de continuar sent responsables del treball de cura de les persones del grup familiar ni de les activitats domèstiques. Les precàries i difícils condicions del treball industrial van provocar, des de mitjans del segle xix, l'aparició de moviments de dones que reivindicaven millors condicions laborals, com ara la reducció de la jornada laboral, la limitació de l'edat de treball de les criatures, la prohibició de l'horari nocturn per a les dones, la compensació econòmica per accidents laborals i les mesures per prevenir-los.
D'aquesta experiència, Catalunya no en va quedar al marge. N'és un exemple la vaga que 3.500 treballadores del sector tèxtil d'Igualada van fer l'any 1881, en demanda de millors condicions de treball.

## Història

### Activistes mortes el 8 de març de 1857

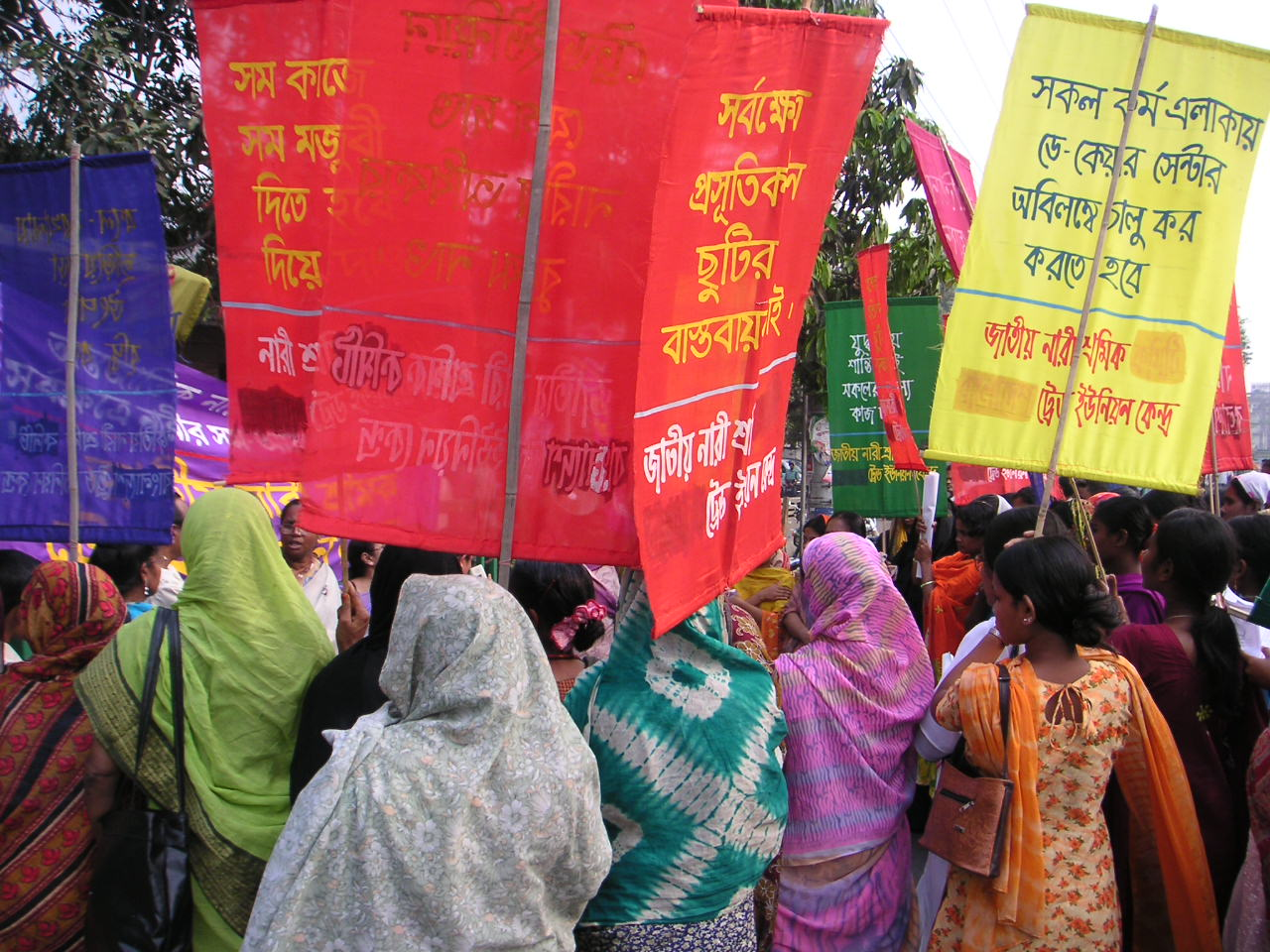
Mobilització feminista a Dhaka, Bangladesh

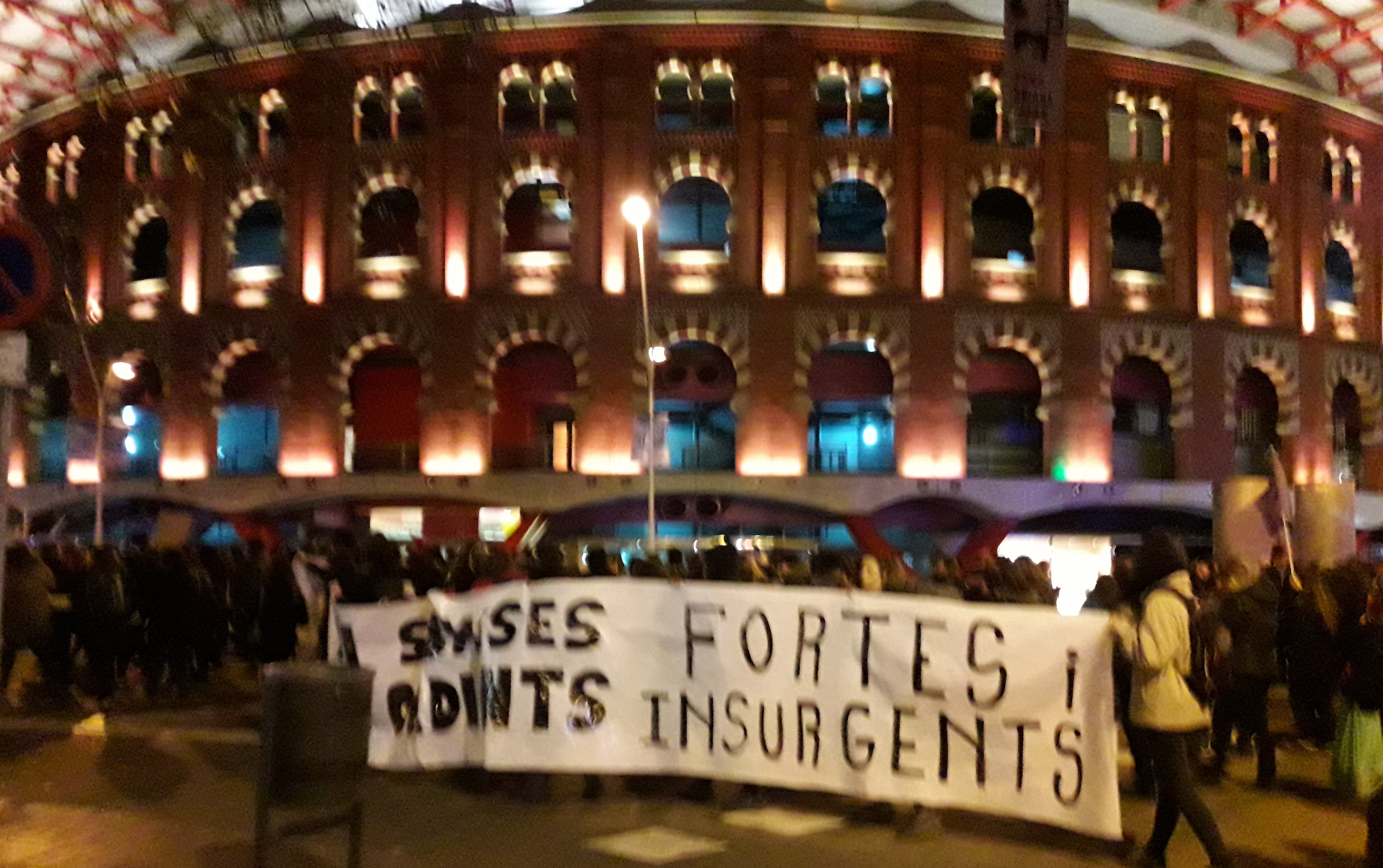
Mobilització feminista a Barcelona

En l'origen de la commemoració del 8 de març com a Dia Internacional de les Dones, tradicionalment s'han destacat diversos fets puntuals: la vaga de les obreres tèxtils nord-americanes de 1857, l'incendi de la fàbrica Cotton o el de la Triangle Shirtwaist Company, de Nova York el dia 25 de març de 1911, una indústria tèxtil on treballaven cinc-centes persones, en la seva gran majoria dones immigrants joves. En aquest darrer incident van morir 142 obreres que l'any anterior havien mantingut una important vaga per demanar millors condicions laborals.

### Primeres commemoracions sufragistes
Les primeres celebracions del Dia de les Dones foren, per part de les socialistes nord-americanes, el darrer diumenge de febrer de 1908. A Europa l'any 1910 en la 2a Conferència Internacional de Dones Socialistes Clara Zetkin proposà l'establiment del Dia Internacional de les Dones per tal de promoure el sufragi femení, a més de la pau i la llibertat. Seguint aquesta iniciativa, l'any següent, més d'un milió de dones europees i nord-americanes sortiren al carrer. Les primeres ho van celebrar el 19 de març i les segones ho van continuar fent el darrer diumenge de febrer.

### Primeres demandes pacifistes i d'igualtat
Amb l'esclat de la Primera Guerra Mundial, la pau es convertí en el leitmotiv de les celebracions del Dia Internacional de les Dones. En una guerra en què ja havien mort 2 milions de soldats russos, es va produir la Revolució de Febrer, que va marcar la primera etapa de la Revolució russa de 1917. A la primera meitat de febrer de 1917, l'inici d'una gran fam va provocar revoltes a Petrograd, actual Sant Petersburg. El 3 de març de 1917, la fàbrica més gran de Petrograd, la factoria Putilov, es va tancar, i quedaren 30.000 treballadors en situació desesperada.
El 8 de març de 1917 (segons el calendari gregorià) les dones russes van sortir al carrer en demanda d'aliments i pel retorn dels combatents. Es va celebrar una sèrie de mítings i manifestacions amb motiu del Dia Internacional de la Dona, que progressivament van aconseguir un fort to polític i econòmic. Incidents entre mestresses de casa a les llargues cues per aconseguir pa es van convertir en manifestacions espontànies contra la monarquia i a favor del final de la guerra. Va començar així l'aixecament popular que va acabar amb la monarquia, sense preparació ni coordinació dels partits revolucionaris.
A partir d'aquest moment, el Dia Internacional de les Dones quedà fixat en la data del 8 de març.
Des de la seva aprovació oficial per la Unió Soviètica després de la Revolució russa de 1917 la festa va començar a celebrar-se en molts altres estats. A la Xina se celebra des de 1922, a Espanya es va celebrar per primer cop al 1936, quan la dirigent comunista Dolores Ibárruri va liderar una marxa de dones a Madrid aquell any en vigílies de la Guerra Civil espanyola.

### Segona onada feminista i implantació en l'ONU
Amb el ressorgiment del feminisme, a finals dels anys seixanta i setanta, tornà a implantar-se la celebració d'aquesta data, que van acabar de corroborar les Nacions Unides, el 1977, en declarar el 8 de març com a Dia Internacional de les Dones.
El sentit de la diada respon a la lluita de les treballadores per tal d'obtenir millores laborals i socials. Al llarg del s. XX el Dia de les Dones s'utilitzà per a reivindicar principalment el dret al vot femení.
El 8 de març de 2011 es va celebrar el primer "Dia Internacional de la Dona de les Nacions Unides" per l'ONU Dones, entitat de l'ONU per a la Igualtat de Gènere i l'Empoderament de la Dona, creada per l'Assemblea General de l'ONU el 2 de juliol de 2010. Així mateix, dona compte de la cronologia i història d'aquest dia.

## Primers feminismes
Ja que les dones contribuïen amb el seu treball -tant el remunerat com el domèstic- al creixement de l'economia dels seus respectius estats, volien tenir dret a participar en l'àmbit públic. Aquesta participació se centrà, durant unes dècades, en la reivindicació del dret de vot per a les dones, l'altre gran eix que conflueix en la celebració d'aquest dia.
La primera declaració programàtica reivindicant el dret de vot, la van fer les dones nord-americanes, el 1848, reunides a Seneca Falls. Anys després, les sufragistes angleses van fer de la reivindicació del dret de vot per a les dones l'eix central de les mobilitzacions. Les seves accions i idees van traspassar fronteres i van tenir repercussions en altres estats.

## Dia festiu en diversos estats

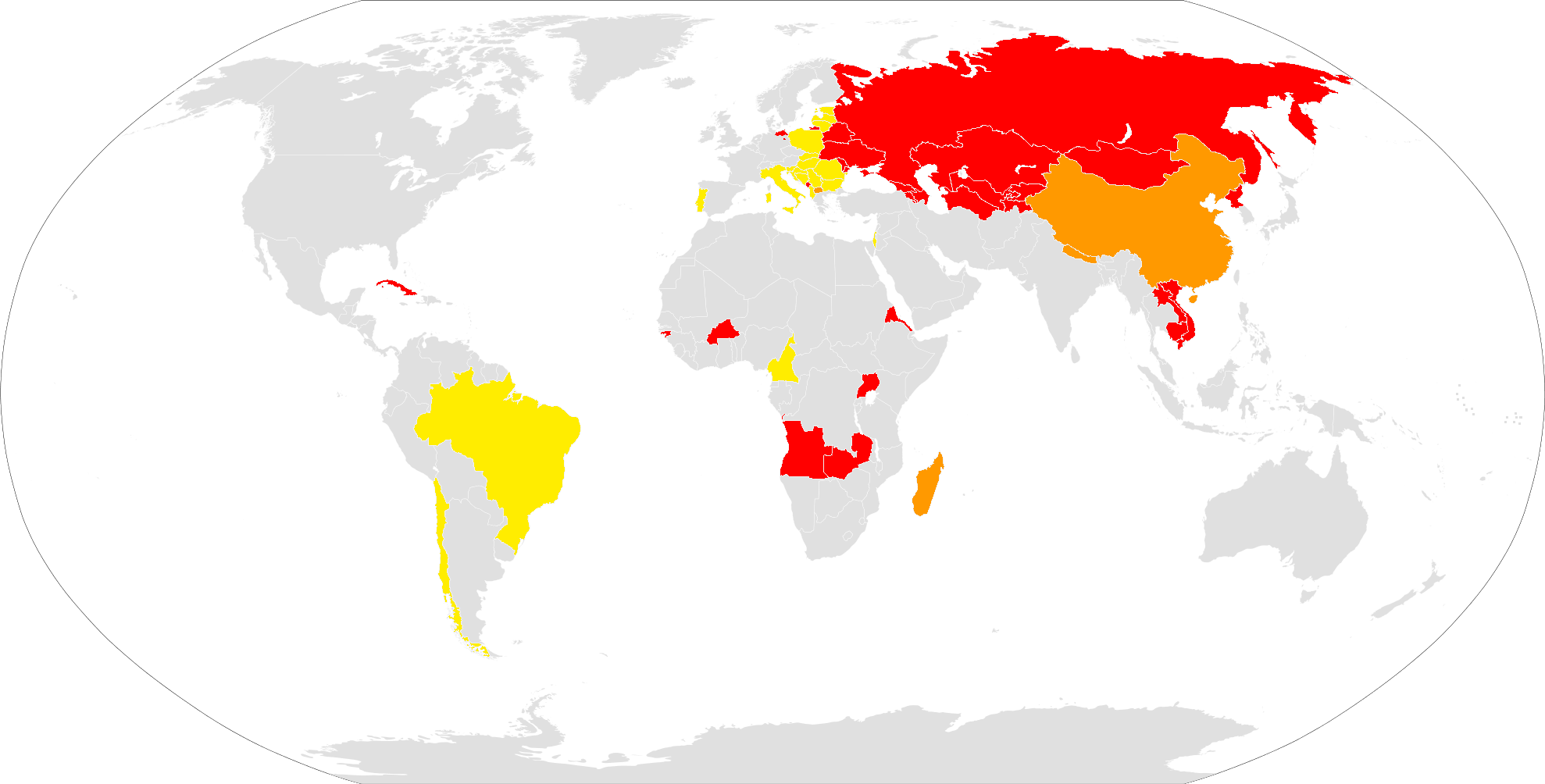
Festiu oficial
Festiu per dones
Festiu no oficial

El Dia Internacional de les Dones té la categoria de dia festiu en diversos estats, incloent-hi molts dels que formaven part de l'antiga Unió Soviètica, com ara: Armènia, Azerbaidjan, Belarús, Geòrgia, Kazakhstan, Kirguizstan, Moldàvia, Rússia, Tadjikistan, Turkmenistan, Ucraïna i l'Uzbekistan; a més d'altres països com ara Corea del Nord.